# Sielsowiet Kożangródek
Sielsowiet Kożangródek (biał. Гарадоцкі сельсавет, Haradocki sielsawiet; ros. Городокский сельсовет) – sielsowiet na Białorusi, w obwodzie brzeskim, w rejonie łuninieckim, z siedzibą w Kożangródku.
Według spisu z 2009 sielsowiet Kożangródek zamieszkiwało 3437 osób, w tym 3403 Białorusinów (99,01%), 20 Rosjan (0,58%), 7 Ukraińców (0,20%), 4 Mołdawian (0,12%), 1 Polak (0,03%), 1 Ormianin (0,03%) i 1 osoba, która nie podała żadnej narodowości.

## Miejscowości
- agromiasteczko:
  - Kożangródek
- wsie:
  - Aborki
  - Baby
  - Cna
  - Drebsk
  - Padmarocznaje